# Хасинто Кинкосес
Хасинто Франсиско Фернандес де Кинкосес Лопез де Арбина (Баракалдо, 17. јул 1905 – Валенсија, 10. мај 1997) био је шпански фудбалер и тренер, као и председник Валенсијанске Пелота федерације. Био је централни дефанзивац и сматра се једним од најбољих дефанзиваца међуратног доба.

## Фудбалска каријера
За фудбалску репрезентацију Шпаније одиграо је 25 утакмица од 1928. до 1936. Био је део шпанског тима на Летњим олимпијским играма 1928. а такође је био и део шпанског тима на Светском првенству у фудбалу 1934. године. Био је селектор Шпаније 1945. године и водио је репрезентацију на две утакмице.

## Председник ВПФ
Пошто је Квинкосес био баскијски играч пелоте пре него што је постао фудбалски професионалац, када се његова фудбалска каријера завршила, франкистичке власти су га изабрале за председника Валенсијанске пелота федерације (ВПФ), верујући да су баскијски и валенсијски рукометни спортови исти. Квинкосес је неколико пута изјавио новинарима да није вољан да преузме овај задатак, али док је био на челу (крајем 1960-их и почетком 70-их) промовисао је нове мере које су резултирале профитом за Валенсијанску пелоту, као што је почетак омладинског првенства, обавезни тест за тринкете који су желели да буду домаћини професионалних турнира, и много других новина.